# فرودگاه بین‌المللی کوتائیسی
فرودگاه بین‌المللی کوتائیسی (به گرجی: ქუთაისის საერთაშორისო აეროპორტი) (یاتا: KUT، ایکائو: UGKO) که با نام فرودگاه بین‌المللی کوتائیسی داویت چهارم نیز خوانده می‌شود، فرودگاهی بین‌المللی است که در ۱۴ کیلومتر (۸٫۷ مایل) غرب شهر کوتائیسی، سومین شهر بزرگ گرجستان و مرکز ناحیهٔ ایمرتی قرار دارد. این فرودگاه در کنار فرودگاه بین‌المللی تفلیس در تفلیس و فرودگاه بین‌المللی باتومی در ایالت خودمختار آجارستان در حاشیهٔ دریای سیاه، یکی از سه فرودگاه بین‌المللی فعال در گرجستان است.
فرودگاه کوتائیسی یکی از پایگاه‌های عملیاتی شرکت هواپیمایی ارزان‌قیمت ویز ایر است.

## شرکت‌های هواپیمایی و مقصدهای پروازی

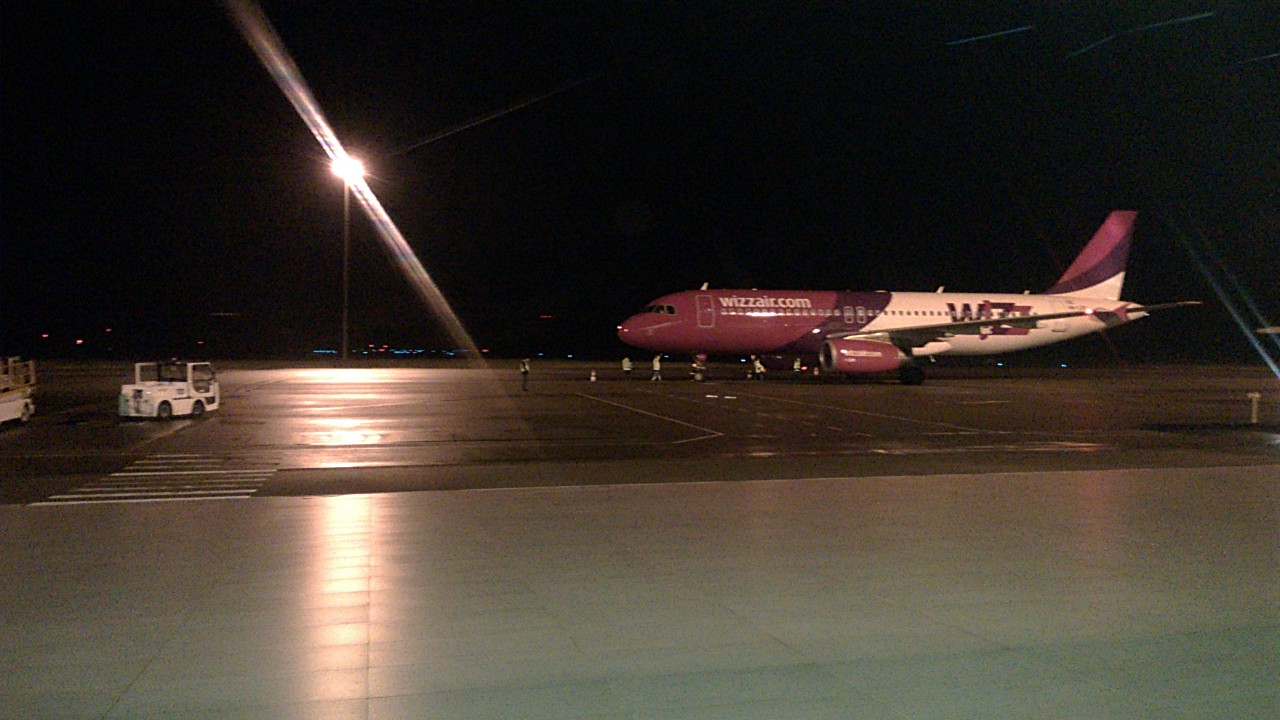
محوطه فرودگاه بین‌المللی کوتائیسی

| شرکت‌های هواپیمایی           | مقصدهای پروازی |
| --------------------------- | --- |
| اس۷ ایرلاینز                | فصلی: دوموده‌دوو |
| اسکات ایرلاینز              | آقتائو |
| Service Air                 | Mestia، Natakhtari |
| هواپیمایی بین‌المللی اوکراین | خارکوف، بوریسپیل فصلی: اودسا |
| اورال ایرلاینز              | دوموده‌دوو |
| ویز ایر                     | برلین شونفلد، بوداپست فرنک لیست، دورتموند، لارناکا، لوتن لندن، ممینگن, میلانو مالپنسا، سالونیک, ویلنیوس، شوپن ورشو فصلی: کاتوویتس، کاناس |

## آمارها
| سال  | مجموع مسافران | تغییر نسبت به سال قبل |
| ---- | ------------- | --------------------- |
| ۲۰۱۶ | ۲۷۱٬۳۶۳       | 0۴۸٫۳٪                |
| ۲۰۱۵ | ۱۸۲٬۹۵۴       | 0۱۶٫۱٪                |
| ۲۰۱۴ | ۲۱۸٬۰۰۳       | 0۱۶٫۰٪                |
| ۲۰۱۳ | ۱۸۷٬۹۳۹       | ۱٬۳۵۳٫۳٪              |
| ۲۰۱۲ | 0۱۲٬۹۳۲       | 0۱۸۵٫۷٪               |
| ۲۰۱۱ | 0۴٬۵۲۷        | 0۴۰٫۳٪                |
| ۲۰۱۰ | 0۷٬۴۴۶        | بی‌تغییر               |